# NGC 1771
NGC 1771 é uma galáxia espiral (Sc) localizada na direcção da constelação de Dorado. Possui uma declinação de -63° 17' 54" e uma ascensão recta de 4 horas, 58 minutos e 55,6 segundos.
A galáxia NGC 1771 foi descoberta em 25 de Dezembro de 1837 por John Herschel.